# Gömörszőlős
Gömörszőlős je obec na severovýchodě Maďarska v župě Borsod-Abaúj-Zemplén, v okrese Putnok. Leží 1 km od hranic se Slovenskem.
Rozloha katastrálního území obce je 8,78 km² a v roce 2024 zde žilo 71 obyvatel.